# Workaholics
Workaholics är en amerikansk sitcom som sändes på Comedy Central från 2011 till 2017. Serien handlar om tre killar som hoppat av högskolan. Serien skapades av Adam DeVine. Killarna bor tillsammans och spenderar tiden med att festa, vara på jobbet och hålla ihop.

## Rollista (i urval)
- Adam DeVine - Adam DeMamp
- Anders Holm  - Anders Ders Holmvik
- Blake Anderson - Blake Chesterfield Henderson